# Gema (mineralogia)

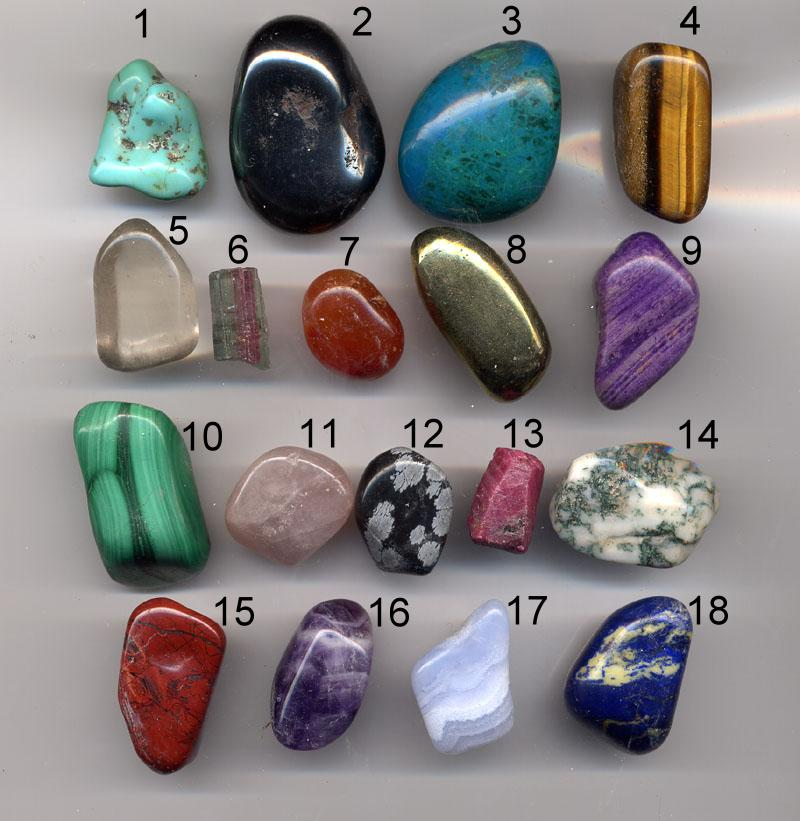
Uma seleção de seixos de gemas polidos por abrasão em tambor cilíndrico. O seixo maior tem 40 mm de comprimento.
1 - Turquesa, 2 - Hematita, 3 - Crisocola, 4 - Olho de tigre 5 - Quartzo, 6 - Turmalina, 7 - Cornalina, 8 - Pirita, 9 - Sugilita, 10 - Malaquita, 11 - Quartzo rosa, 12 - Obsidiana, 13 - Rubi, 14 - Ágata muscínea, 15 - Jaspe, 16 - Ametista, 17 - Ágata azul, 18 - Lápis-lazúli

Uma gema (do latim gemma) ou pedra preciosa é um mineral, rocha ou material petrificado que, quando lapidado ou polido, é colecionável ou usável para adorno pessoal em joalharia. Algumas são orgânicas, como o âmbar (resina de árvore fossilizada) e o azeviche (uma forma de carvão). Certas gemas, embora valiosas e bonitas, não são suficientemente duras ou são demasiado frágeis para serem usadas em joias (por exemplo, rodocrosita), mas são exibidas em museus e procuradas por colecionadores.

## Características e classificação
As gemas são descritas e classificadas através de diferentes especificações técnicas. Em primeiro lugar vem a sua composição química. Os diamantes, por exemplo, são constituídos por carbono (C), os rubis e safiras, por óxido de alumínio (Al2O3). Dependendo da simetria dos cristais, as gemas são enquadradas em um de sete sistemas cristalinos: cúbico, hexagonal, trigonal, tetragonal, ortorrômbico, monoclínico ou triclínico. Um outro termo usado é o hábito, a forma ou combinação de formas que a gema exibe. Como exemplo, os diamantes cristalizam no sistema cúbico e são encontrados frequentemente na forma octaédrica.
As gemas são classificadas em grupos, espécies ou variedades. Por exemplo: o rubi é a variedade vermelha da espécie coríndon enquanto todas as outras cores desse mineral constituem a variedade safira. A esmeralda (verde), a água-marinha (azul), a bixbita (vermelha), o gochenita (incolor), o heliodoro (amarelo) e a morganite (rosa) são todas variedades da espécie mineral berilo. Turmalina e granada são nomes de grupos de gemas, não de uma espécie ou variedade. As gemas caracterizam-se por: índice de refração, dispersão, peso específico, dureza, clivagem, modo de fratura e brilho. Podem exibir ou não pleocroísmo e luminescência e têm um espetro de absorção característico de cada uma delas.
Certos materiais ou falhas numa gema podem estar presentes na forma de inclusões características. As gemas de um determinado local podem apresentar características próprias que não são vistas na mesma gema quando procedente de outros locais.
As gemas e demais substâncias gemológicas podem ser classificadas, conforme se vê na tabela abaixo.

### Classificação das substâncias gemológicas
| Substância         | Substância           | Substância           | Uso                        | Exemplos típicos                                                         |
| ------------------ | -------------------- | -------------------- | -------------------------- | ------------------------------------------------------------------------ |
| Gemas              | Gemas Naturais       | Minerais             | Adorno pessoal             | Esmeralda, diamante, turmalinas, granadas, rubi, safira, ametista, etc.  |
| Gemas              | Gemas Naturais       | Orgânicas            | Adorno pessoal             | Coral, âmbar, pérola, marfim, etc.                                       |
| Gemas              | Pérolas cultivadas   | Pérolas cultivadas   | Adorno pessoal             | Pérolas Biwa, Mabe, South Sea, Taiti.                                    |
| Gemas              | Gemas sintéticas     | Gemas sintéticas     | Adorno pessoal             | Esmeralda sintética, rubi sintético, diamante sintético, etc.            |
| Gemas              | Gemas artificiais    | Gemas artificiais    | Adorno pessoal             | Zircônia cúbica, YAG, GGG, fabulita, etc.                                |
| Gemas              | Gemas reconstituídas | Gemas reconstituídas | Adorno pessoal             | Turquesa reconstituída, lápis-lazúli reconstituído, âmbar reconstituído. |
| Gemas              | Gemas tratadas       | Gemas tratadas       | Adorno pessoal             | Topázio irradiado, citrino obtido por tratamento de ametista, etc.       |
| Gemas              | Gemas realçadas      | Gemas realçadas      | Adorno pessoal             | Esmeralda tratada com óleos                                              |
| Gemas              | Gemas revestidas     | Gemas revestidas     | Adorno pessoal             | Esmeralda revestida                                                      |
| Gemas              | Gemas compostas      | Gemas compostas      | Adorno pessoal             | Gema + gema, gema + vidro, etc.                                          |
| Metais nobres      | Ouro                 | Ouro                 | Adorno pessoal             | Ouro                                                                     |
| Metais nobres      | Prata                | Prata                | Adorno pessoal             | Prata                                                                    |
| Metais nobres      | Grupo da platina     | Grupo da platina     | Adorno pessoal             | Platina, paládio e ródio.                                                |
| Pedras ornamentais | Minerais decorativos | Minerais decorativos | Decoração de interiores    | Ágata, sodalita, quartzo rosa, malaquita, alabastro, etc.                |
| Pedras ornamentais | Rochas ornamentais   | Rochas ornamentais   | Acabamentos arquitetônicos | Mármores, granitos, ardósias, etc.                                       |

Fonte:

## Valor

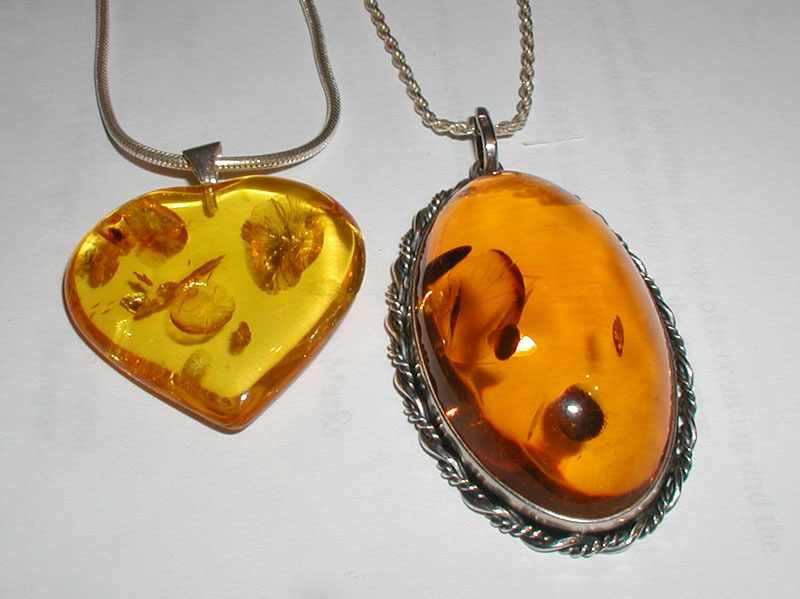
Joalharia feita com gemas de âmbar

Uma gema é apreciada especialmente pela sua beleza ou grande perfeição, portanto, a aparência é quase sempre o atributo mais importante das gemas. As características que tornam uma gema bela ou desejável são a cor, fenómenos ópticos incomuns no interior da pedra, uma inclusão interessante tal como um fóssil, uma raridade e às vezes a própria forma do cristal natural. O diamante é uma gema altamente apreciada, pois é a substância mais dura conhecida e além disso reflete a luz de uma maneira própria e apelativa quando facetado. No entanto, os diamantes estão longe de ser raros, sendo extraídos anualmente milhões de quilates.
Tradicionalmente, as gemas mais comuns eram classificadas em pedras preciosas e pedras semipreciosas; a primeira categoria foi determinada sobretudo por uma história de uso eclesiástico, devocional ou cerimonial e pela sua raridade. Somente quatro tipos de gemas são consideradas preciosas: diamante, rubi, esmeralda e safira.
No século XIX, opalas, ametistas e pérolas também eram consideradas preciosas, porém a descoberta de grandes depósitos minerais na América do Sul e a criação de ostras em cativeiro tornaram-as mais comuns, o que as fez perder esta classificação. Hoje em dia, todas as gemas são consideradas preciosas, embora as gemas cardinais sejam geralmente, mas nem sempre, as mais valiosas.[carece de fontes?]
Pedras preciosas geralmente levam mais de milhões de anos para se formarem na natureza. Desse modo, somente uma fração delas vai ser descoberta, extraída, cortadas e vendidas no mercado.